# Asignát

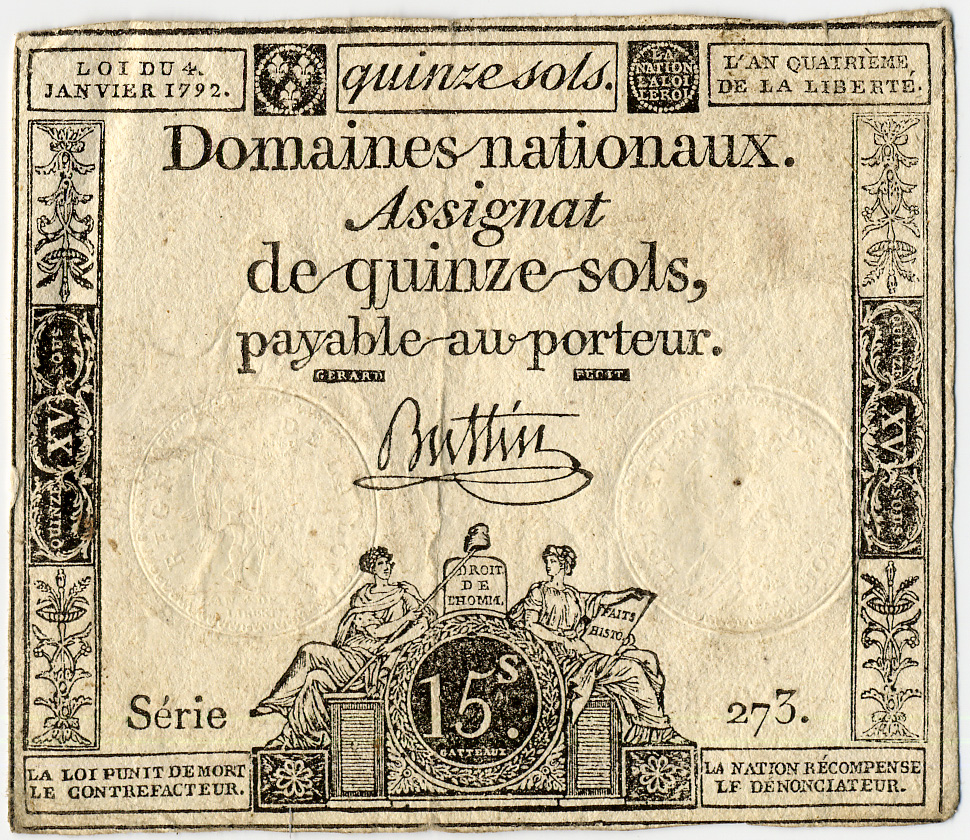
Asignát v hodnotě 0,75 liber (15 sols) z roku 1793.

Asignát bylo papírové platidlo vydávané v období po vypuknutí Velké francouzské revoluce, konkrétně v letech 1790–1796, na krytí rozpočtových schodků Francie.

## Charakteristika
Nejednalo se o první bankovky ve Francii, někdejší Lawsův systém však v obyvatelstvu zamechal k tomuto typu placení určité pochybnosti. Asignáty měly být původně kryty konfiskovaným církevním majetkem, čímž oproti někdejším pokusům mohlo mít úspěch (de facto poukázky na příděl církevní půdy), ale bylo jich vytištěno příliš mnoho (inflační emise), což vedlo k jejich devalvaci. Reakcí Národního shromáždění bylo ustanovení asignátů zákonným platidlem. Dalším opatřením byla regulace cen (stanovení maxim). To však nutně vedlo k selhání cenového systému. Již po druhé emisi asignátů v roce 1790 začalo docházet k postupnému rozkladu francouzského systému manufaktur, nárůstu nejistoty, poklesu spořivosti, nárůstu spekulací a korupce.
Po odstranění maxim na konci roku 1794 došlo k hyperinflačnímu vývoji. Na počátku roku 1797 byl systém asignátů definitivně ukončen a následovalo přijetí zákona o tzv. dvoutřetinovém bankrotu. Celý experiment s asignáty a jeho neúspěch vedl k výrazným přerozdělovacím efektům ve společnosti a dalším negativním dopadům na francouzskou ekonomiku. Konečně byly asignáty nahrazeny frankem.
V současnosti existují ve Francii skupiny[kdo?], které volají po obnovení asignátu jako národní měny.[zdroj?]